# 阿斯达
阿斯达（Asadal、아사달），又名白岳山阿斯達（백악산 아사달）、弓忽山（궁홀산）、今㫆達（금며달），是传说中朝鲜半岛第一个王朝檀君朝鲜的首都。

## 辭源
“Asadal”的前缀“Asa-”在阿尔泰语中意为“晨曦”。日语仍然使用这个词缀（あさ）表示“早晨”。这一词缀在中世纪朝鲜语演化成“azam”；在现代朝鲜语中则爲“achim”。“Asadal”的后缀“-dal”是“大地”或“大山”的意思。这词缀在高句丽的地名中也很常见。因此檀君朝鲜也有“晨曦之国”的说法。但日语和朝鲜语属不属于阿尔泰语系仍有争议，一般划归语系未定语言的孤立语言。

## 相關記載
最早提及阿斯达的典籍是《三国遗事》：“乃往二千载有檀君王俭，立都阿斯达，开国号朝鲜。”该书认为檀君朝鲜的首都在平壤。不过韩国一些新的研究认为平壤城不止一个，韩国岭南大学文化人类学副教授李忠奎曾在论文中提到：‘从20世纪60年代开始，韩国一些学者认为辽宁地区是古朝鲜先民活动的场所’，有人据此推断‘在今中国东北和朝鲜半岛各有一个平壤城。一个国家有两个首都在当时是很正常的。檀君朝鲜的首都其实位于中国东北，朝鲜的平壤只是檀君朝鲜的南部首都。’也有观点认为，位于中国东北的是燕国或箕子朝鲜时期所建的襄平城。而被朝鲜半岛讹传为又一个平壤。这一说法甚牵强附会且没有考古学根据。

### 引用
1. ↑  . 凤凰网. 2010-04-13  [2022-11-11]. （原始内容存档于2022-11-22）.
2. ↑  Lee, C.-k.（1996）.  The bronze dagger culture of Liaoning province and the Korean peninsula.  Korea Journal 36 (4), 17-27. 的存檔，存档日期2007-03-11.